# Sergio Donadoni

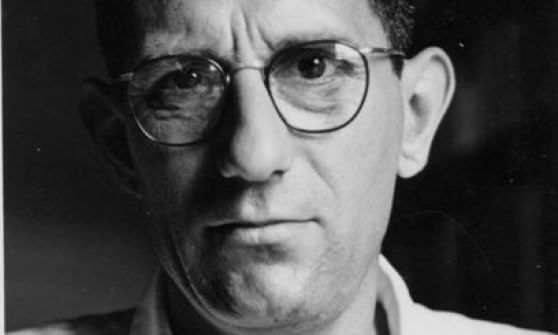
Sergio Donadoni

Fabrizio Sergio Donadoni (* 13. Oktober 1914 in Palermo; † 31. Oktober 2015 in Rom) war ein italienischer Ägyptologe.

## Leben
Sergio Donadoni, Sohn des Italianisten Eugenio Donadoni (1870–1924), studierte ab 1931 an der Scuola Normale Superiore in Pisa, wo er 1935 das Diploma di licenza bei Evarista Breccia erlangte, sowie von 1933 bis 1936 in Paris bei Gustave Lefebvre, Alexandre Moret und Étienne Drioton. Er nahm an den Ausgrabungen in Antinoe unter Bresciani und in Medinet Madi unter Achille Vogliano (1938–1940) teil.
Ab 1950 lehrte er Ägyptologie an der Universität Pisa, 1955 wurde er Professor für Ägyptologie an der Universität Mailand und schließlich war er von 1960 bis zu seiner Emeritierung 1989 Professor an der Universität Rom. Er war seit 1955 an der von der UNESCO initiierten Rettung der Denkmäler Nubiens vor dem Untergang im Nassersee beteiligt. Dabei wurde Donadoni einer der wissenschaftlichen Begleiter der Umsetzung der Tempel von Abu Simbel. Auch wurde er dadurch zum Nestor der italienischen Sudanarchäologie und leitete von 1958 bis 1969 die auf Grund der Überflutung nötigen italienischen Ausgrabungen in Ikhmindi und Sabagura (frühchristliche Siedlungen) sowie Tamit (christliche Siedlung und Kirchen) und Sonqi Tino (Kirche mit Fresken). Von 1973 bis 1982 führte er Ausgrabungen am Jebel Barkal durch.
Verheiratet war er mit seiner Schülerin, der Ägyptologin Anna Maria Roveri (* 1950).

## Ehrungen
- 1963 korrespondierendes, 1999 ordentliches Mitglied der Accademia delle Scienze di Torino
- 1975 korrespondierendes, 1996 ordentliches Mitglied der Pontificia Accademia Romana di Archeologia
- 1975 Antonio-Feltrinelli-Preis
- 1986 Medaglia d’oro ai benemeriti della scuola della cultura e dell’arte[1]
- 1990 ordentliches Mitglied der Accademia dei Lincei
- 1990 korrespondierendes Mitglied der Académie des inscriptions et belles-lettres
- 2000 Cavaliere di Gran Croce Ordine al Merito della Repubblica Italiana[2]
- Ehrendoktor der Université libre de Bruxelles

## Veröffentlichungen (Auswahl)
- La civiltà egiziana. Casa Editrice Giuseppe Principato, Mailand/Messina 1940.
- Arte egizia. Einaudi, Turin 1955.
- La religione dell’Egitto antico. Istituto Editoriale Galileo, Mailand 1955.
- Storia della letteratura egiziana antica. Nuova Accademia, Mailand 1959.
- mit Edda Bresciani, Anna Maria Roveri, Arturo Stenico, Mario Torelli (Hrsg.): Sabagūra. 1960 (= Orientis antiqui collectio. Band 1). Centro per le Antichità e la dell’Arte del Vicino Oriente, Rom 1962.
- Appunti di grammatica egiziana. Istituto Editoriale Cisalpino, Mailand 1963.
- mit A. Spallanzani Zimmermann, L. Bongrani Fanfoni: Antinoe 1965–1968. Missione archeologica in Egitto dell’Università di Roma. Rom 1974.
- mit Silvio Curto: Le pitture murali della chiesa di Sonki nel Sudan: la Nubia cristiana. Turin 1968.
- Cultura dell’antico Egitto. Rom 1986 (gesammelte kleine Schriften).